# Campeonato Europeo de Judo de 1954
El III Campeonato Europeo de Judo se celebró en Bruselas (Bélgica) entre el 10 y el 11 de diciembre de 1954 bajo la organización de la Unión Europea de Judo (EJU) y la Federación Belga de Judo.

## Medallistas

### Masculino
| Evento            | Oro                          | Plata                     | Bronce                                                          |
| ----------------- | ---------------------------- | ------------------------- | --------------------------------------------------------------- |
| 1.er dan          | Daniel Outelet · Bélgica     | Gilbert Briskine Francia  | Enrique Aparicio España André Colonges Francia                  |
| 2º dan            | Michel Dupré Francia         | Douglas Young Reino Unido | Piet van der Geest · Países Bajos · Richard Unterburger · RFA   |
| 3.er dan          | Bernard Pariset Francia      | André Colonges Francia    | Alfred Grabert · Reino Unido · Jan van der Horst · Países Bajos |
| Categoría abierta | Anton Geesink · Países Bajos | Henri Courtine Francia    | Guy Cauquil · Francia · Nicola Tempesta · Italia                |

## Medallero
| Núm. | País         | Oro | Plata | Bronce | Total |
| ---- | ------------ | --- | ----- | ------ | ----- |
| 1    | Francia      | 2   | 3     | 2      | 7     |
| 2    | Países Bajos | 1   | 0     | 2      | 3     |
| 3    | Bélgica      | 1   | 0     | 0      | 1     |
| 4    | Reino Unido  | 0   | 1     | 1      | 2     |
| 5    | RFA          | 0   | 0     | 1      | 1     |
| 5    | España       | 0   | 0     | 1      | 1     |
| 5    | Italia       | 0   | 0     | 1      | 1     |
|      | TOTAL        | 4   | 4     | 8      | 16    |